# Jeremy Swift
Jeremy Swift est un acteur britannique, né le 27 juin 1960 à Stockton-on-Tees.
Après une première apparition dans Gosford Park du réalisateur Robert Altmann en 2001, il se fait connaître grâce à son rôle du Majordome Spratt dans la série à succès Downton Abbey créer par Julian Fellowes entre 2010 et 2016.
Au cinéma, il est également apparu dans les comédies musicales des studios Disney Le Retour de Mary Poppins de Rob Marshall en 2018 aux côtés d'Emily Blunt et Lin-Manuel Miranda puis Blanche-Neige de Marc Webb en 2025 aux côtés de Rachel Zegler et Gal Gadot ainsi que l'adaptation cinématographique d'Oliver Twist par le cinéaste franco-polonais Roman Polanski en 2005.

## Filmographie

### Cinéma
- 1983 : Fords on Water : le soldat du sud
- 1985 : Mr. Love : le garçon dans la salle de projection
- 1999 : The Tale of the Rat That Wrote : J.P. Haddock
- 2001 : Tmavomodrý svět : Pierce
- 2001 : Gosford Park : Arthur
- 2003 : La Mort d'un roi : le comte de Whitby
- 2005 : Oliver Twist de Roman Polanski : M. Bumble
- 2006 : Amazing Grace : Richard le majordome
- 2006 : Are You Ready for Love? : James
- 2007 : Boy A : Dave
- 2007 : Frère Noël : Bob l'elfe
- 2010 : King Jeff : King Jeff
- 2010 : Anton Chekhov's The Duel : Deacon
- 2013 : Starvecrow
- 2014 : Downhill : Steve
- 2015 : Jupiter : Le Destin de l'univers : Vasilliy Bolodnikov
- 2018 : Le Retour de Mary Poppins (Mary Poppins Returns) de Rob Marshall : Gooding
- 2025 : Blanche-Neige (Snow White) de Marc Webb : Prof
- 2025 : Downton Abbey: The Grand Finale de Simon Curtis : Spratt

### Télévision
- 1989 : Paul Merton : un client (1 épisode)
- 1991 : An Actor's Life for Me : Waldemar Krystoff (1 épisode)
- 1995-1996 : Next of Kin : une fourmi
- 1996 : Inspecteurs associés : Dave Fernie (1 épisode)
- 1997-1998 : Blind Men : Graham Holdcroft (6 épisodes)
- 1997-1998 : The Grand : David Jeffries (2 épisodes)
- 1998 : Roger Roger : Vicar (1 épisode)
- 1998 : The Bill : Graham Thornley (1 épisode)
- 1998 : Vanity Fair : Jos Sedley (4 épisodes)
- 1999 : Miami 7 : Stewart (1 épisode)
- 1999 : A Christmas Carol : Williams
- 2000 : Le 10e Royaume : Ball Guest (1 épisode)
- 2004 : Casualty : Noah Fitch (1 épisode)
- 2004-2005 : The Smoking Room : Barry (17 épisodes)
- 2006-2012 : Doctors : Malcolm Malone, Derek Prew et Ian Sweetman (7 épisodes)
- 2007-2009 : M.I. High : Silas Fenton (2 épisodes)
- 2009 : Red Dwarf : Noddy (1 épisode)
- 2009 : EastEnders : Adrian (2 épisodes)
- 2009 : Garrow's Law : William Grove (1 épisode)
- 2011 : Holby City : Jim Fortune (1 épisode)
- 2013 : Being Human : La Confrérie de l'étrange : Emil (1 épisode)
- 2013-2014 : Downton Abbey : Spratt (10 épisodes)
- 2013-2015 : Foyle's War : Glenvil Harris (6 épisodes)
- 2014 : The Crimson Field : Reggie Soper (6 épisodes)
- 2016 : Houdini and Doyle : Dr Henri Whitaker (1 épisode)
- 2018 : Wanderlust
- 2020-2025 : Ted Lasso : Higgins
- 2024 : Descendants : L'Ascension de Red : Merlin
- 2024 : Sweetpea